# Swartz Creek
Swartz Creek – miasto w Stanach Zjednoczonych, w stanie Michigan, w hrabstwie Genesee.